# Pucung (Bancak)
Pucung is een bestuurslaag in het regentschap Semarang van de provincie Midden-Java, Indonesië. Pucung telt 1828 inwoners (volkstelling 2010).